# Szlovák labdarúgó-bajnokság (negyedosztály)
A 4. liga Szlovákia negyedik legmagasabb szintű labdarúgó-bajnoksága. A liga 1993-ban alakult Csehszlovákia felbomlása után. A bajnokságban részt vevő csapatok négy csoportba vannak osztva, a 2024-25-ös szezonban a ligában 62 csapat szerepelt.

## Története
A bajnokságot 1993-ban alapították.

## Résztvevők
A 2024-2025-ös szezonban részt vevő csapatok:

### Pozsonyi csoport
| Csapat                          |
| ------------------------------- |
| FC Rohožník                     |
| FC Slovan Modra                 |
| FK Lokomotíva Devínska Nová Ves |
| FK Slovan Ivanka pri Dunaji     |
| FK Slovan Most pri Bratislave   |
| MFK Rusovce                     |
| MŠK Senec                       |
| NŠK 1922 Bratislava             |
| OFK Dunajská Lužná              |
| PŠC Pezinok                     |
| SDM Domino                      |
| ŠK Bernolákovo                  |
| ŠK Nová Dedinka                 |
| ŠK Tomášov                      |
| TJ Záhoran Jakubov              |
| TJ Rovinka                      |

### Nyugati csoport
| Csapat                           |
| -------------------------------- |
| FC Baník Prievidza               |
| FC Pata                          |
| FC ViOn Zlaté Moravce - Vráble B |
| FK Slovan Levice                 |
| Spartak Dubnica                  |
| AFC Nové Mesto nad Váhom         |
| ŠK Šoporňa                       |
| OFK Trebatice                    |
| OŠK Trenčianske Stankovce        |
| ŠK LR CRYSTAL                    |
| TJ Imeľ                          |
| FC Nitra                         |
| ŠK Blava 1928                    |
| ŠK 1923 Gabčíkovo                |
| TJ Nafta Gbely                   |
| TJ Slavoj Boleráz                |
| PFK Piešťany                     |

### Központi csoport
| Csapat                   |
| ------------------------ |
| FK Čadca                 |
| FK Slávia Staškov        |
| MŠK Kysucké Nové Mesto   |
| OŠK Baník Stráňavy       |
| OŠK Bešeňová             |
| ŠK Badín                 |
| ŠK Javorník Makov        |
| ŠK Prameň Kováčová       |
| TJ Partizán Osrblie      |
| MFK Bytča                |
| TJ Tatran Oravské Veselé |
| TJ Sokol Medzibrod       |
| TJ Sokol Zubrohlava      |
| TJD Príbelce             |

### Keleti csoport
| Csapat                       |
| ---------------------------- |
| 1. MFK Kežmarok              |
| MFK Rožňava                  |
| FC Pivovar Šariš Veľký Šariš |
| FK Čaňa                      |
| FK Gerlachov                 |
| FK Kechnec                   |
| ŠK Záhradné                  |
| FK Sobrance-Sobranecko       |
| MFK Slovan Sabinov           |
| MFK Spartak Medzev           |
| MŠK Spartak Medzilaborce     |
| OFK - SIM Raslavice          |
| OŠK Pavlovce nad Uhom        |
| OŠK Rudňany                  |
| 1. FK Svidník                |
| TJ Sokol Ľubotice            |